# Camden, Arkansas
Camden là một thành phố thuộc quận Ouachita, tiểu bang Arkansas, Hoa Kỳ. Năm 2010, dân số của thành phố này là 12183 người.

## Dân số
- Dân số năm 2000: 13154 người.
- Dân số năm 2010: 12183 người.